# 16857 Ґудалл
16857 Ґудалл (16857 Goodall) — астероїд головного поясу, відкритий 25 грудня 1997 року.
Тіссеранів параметр щодо Юпітера — 3,484.